# Mittleres Jungfernkind

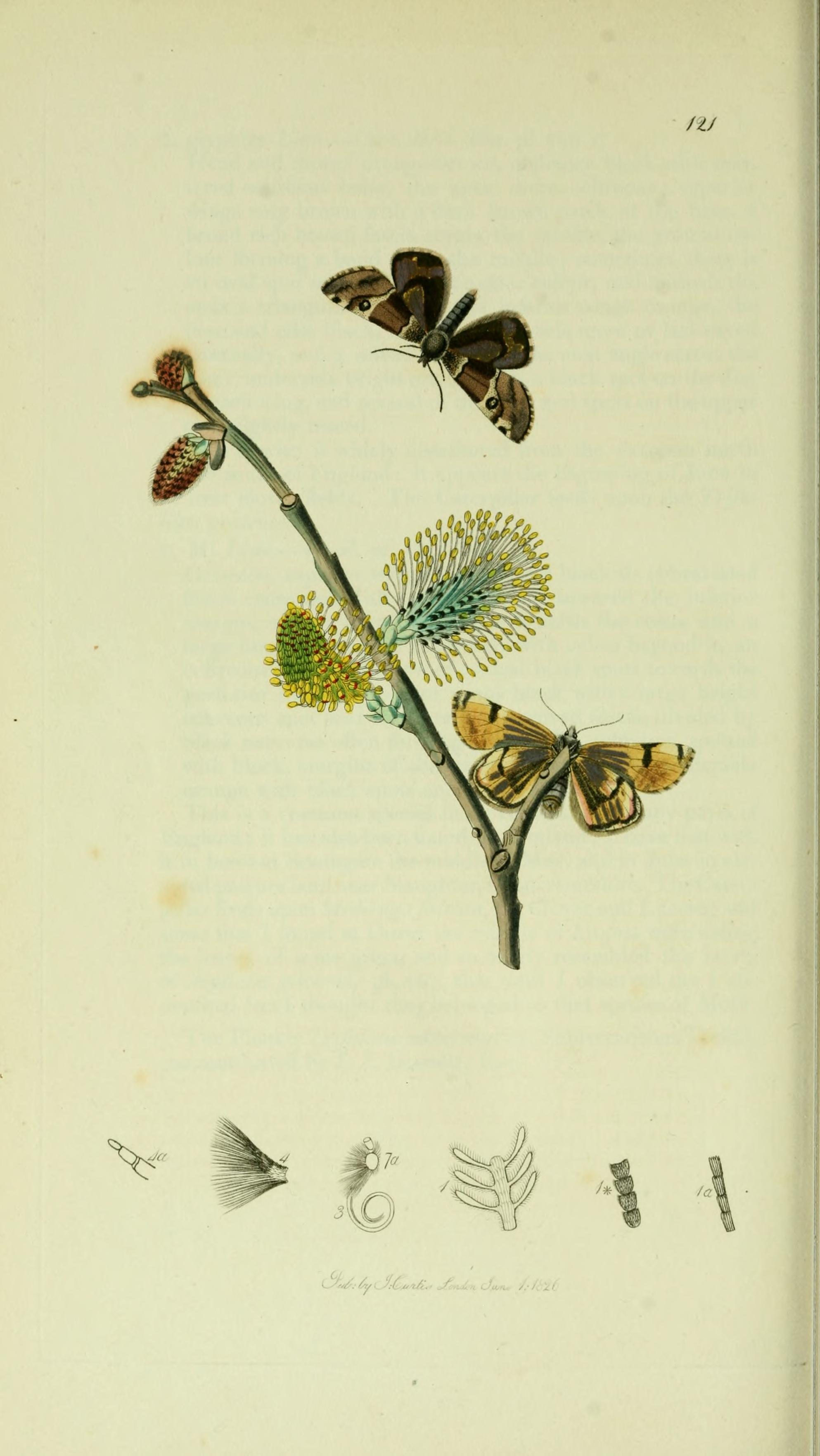
Illustration

Das Mittlere Jungfernkind (Boudinotiana notha), auch Kleine Espen-Tageule, Pappel-Jungfernkind oder auch Auen-Jungfernkind ist ein Schmetterling (Nachtfalter) aus der Familie der Spanner (Geometridae).

## Merkmale
Die männlichen Falter erreichen eine Flügelspannweite von 29 bis 34 Millimetern, die weiblichen Falter 27 bis 31 mm. Die Vorderflügel sind bräunlich mit hellgrauen Beimischungen. Die Weibchen zeigen oft einen bläulichen Farbton. Die Zeichnung der Vorderflügel ist deutlich ausgeprägt mit einer schwarzen, schräg verlaufenden inneren Querlinie, die distal durch das dunkelgraue Medianbinde begrenzt wird. Der Rest des Medianfeldes und das Basalfeld sind hellgrau. Die Hinterflügel weisen einen deutlichen Diskalfleck auf. Die Fransen sind einheitlich dunkel gefärbt. Die Hinterflügel sind dunkel auf gelben Grund gemustert. Den Männchen fehlt der weiße Fleck am Kostalrand. In der Hinterflügeläderung erstrecken sich Sc+R1 und Rs über mehr als die Hälfte der Zelle. Rs und M1 sind gewöhnlich verschmolzen, selten auch kurz gestielt.
Die Fühler der Männchen sind kurz doppelt gekämmt (bipektinat), die der Weibchen fadenförmig (filiform). Die Hinterflügel sind dunkel auf gelben Grund gemustert.
Die Raupe ist in den ersten Stadien schwarz.
Die Puppe ist relativ schlank und hellrotbraun. Auf dem kegelförmigen, kleinen Kremaster stehen zwei spitze Dornen seitlich ab.

### Ähnliche Arten
Diese Art ist dem Großen Jungfernkind (Archiearis parthenias) sehr ähnlich, jedoch fehlen die schwarzgrauen und weißen Einmischungen im Dunkelbraun der vorderen Flügel. Der schwarze Diskalfleck auf den Hinterflügel ist bei beiden Geschlechtern kleiner. Das Männchen des Großen Jungfernkindes hat fadenförmige Fühler, das Weibchen ist deutlich größer. Das Männchen hat außerdem meist deutlich ausgeprägte weiße Flecke am Kostalrand, einen großen Diskalfleck auf dem Hinterflügel und gescheckte Fransen, außerdem differiert die Hinterflügeläderung.

## Geographische Verbreitung und Lebensraum
Das Verbreitungsgebiet der Art erstreckt sich über die gemäßigten und kühlen Zonen Europas. Im Süden Europas ist die Art nur sehr selten anzutreffen. So gibt es kleine Vorkommen in den Ostpyrenäen, in Zentralspanien in der Toskana, auf der Insel Krk, und auf der nördlichen Balkanhalbinsel. Sie fehlt auch in Irland.  Auch die mittleren und nördlichen Anteile von Fennoskandien sind nicht von dieser Art besiedelt. Im Osten erstreckt sich das Verbreitungsgebiet über das Mittlere Russland, das Kaukasusgebiet und die Nordtürkei, über das südliche Sibirien bis in den Russischen Fernen Osten und Japan. Insgesamt ist die Art recht selten, nur in einzelnen Regionen häufig.
Man trifft diese Art in Hochmooren mit Birken, Pappelpflanzungen, in lichten Wäldern mit Zitterpappeln (Populus tremula), an Waldrändern, in Heidegebieten und Seeufern mit Weiden und Pappeln. Im Gebirge steigen sie bis auf 1000 m über NN an.

## Lebensweise
Das Mittlere Jungfernkind bildet eine Generation pro Jahr. Die tagaktiven Falter fliegen von Anfang März bis Ende April, im Norden des Verbreitungsgebietes oft noch später. Man findet die Falter in den ersten warmen Tagen des Jahres meist vormittags im Sonnenschein um die Kronen von Espen oder Birken fliegend, oft an blühenden Weidenkätzchen Nektar saugend, oder auch an Baumsäften. Die Flugstunden verringern sich je kälter und nasser ein Frühling verläuft. Die Raupenzeit ist von Mai bis Juli anzusiedeln, im Norden sogar noch etwas später. Die Raupen ernähren sich von den Blättern von Espe (Populus tremula), Sal-Weiden (Salix caprea) und Birken (Betula). In Japan sind die Raupen auf Populus nigra zu finden. Die Zucht gelingt auch mit Salix alba und Salix viminalis. Die Raupen leben zwischen versponnenen Blättern. Die Verpuppung erfolgt am Boden oder in morschen Holz am Fuß oder der nächsten Umgebung der Raupennahrungsbäume. Die Puppe überwintert, oft überliegt sie zwei oder sogar drei Winter.

## Systematik
Die Populationen im Russischen Fernen Ost, Nordchina und Japan werden als eigene Unterarten aufgefasst:
- B. notha suifunensis Kardakoff, 1928, Russischer Ferner Osten
- B. notha okanoi Inoue, 1958, Nordjapan